# Geocapromys brownii
Geocapromys brownii é uma espécie de roedor da família Capromyidae. Endêmica da Jamaica. Pouco se conhece sobre essa espécie.